# Грузия на Паралимпийских играх
Грузия на Паралимпийских играх впервые приняла участие в 2008 году на летних Паралимпийских играх в Пекине. На зимних Паралимпийских играх спортсмены Грузии впервые приняли участие в 2018 году.
На текущий момент спортсмены Грузии на всех играх выиграли в сумме 4 медали, из них 1 золотая.

## Медальный зачёт

### Медали летних Паралимпийских игр
| Игры                | Золото | Серебро | Бронза | Всего | Место |
| ------------------- | ------ | ------- | ------ | ----- | ----- |
| 2008 Пекин          | 0      | 0       | 0      | 0     | —     |
| 2012 Лондон         | 0      | 0       | 0      | 0     | —     |
| 2016 Рио-де-Жанейро | 1      | 0       | 0      | 1     | 60    |
| 2020 Токио          | 0      | 3       | 0      | 3     | 67    |
| Итого               | 1      | 3       | 0      | 4     | 98    |

### Медали зимних Паралимпийских игр
| Игры          | Золото | Серебро | Бронза | Всего | место |
| ------------- | ------ | ------- | ------ | ----- | ----- |
| 2018 Пхёнчхан | 0      | 0       | 0      | 0     | —     |
| 2022 Пекин    | 0      | 0       | 0      | 0     | —     |
| Итого         | 0      | 0       | 0      | 0     | —     |

### Медали по летним видам спорта
| Игры                      | Золото | Серебро | Бронза | Всего |
| ------------------------- | ------ | ------- | ------ | ----- |
| Дзюдо                     | 1      | 2       | 0      | 3     |
| Паралимпийское фехтование | 0      | 1       | 0      | 1     |
| Итого                     | 1      | 3       | 0      | 4     |